# Rhys Jones
Rhys Maengwyn Jones (Cardiff, Reino Unido, 26 de febrero de 1941-Canberra, Australia, 19 de septiembre de 2001) fue un arqueólogo británico nacionalizado australiano.

## Biografía
Estudió en la Escuela Superior de Whitchurch (en Cardiff, Gales) y en la Emmanuel College de la Universidad de Cambridge. En 1963, se trasladó a Sídney (Australia), para ser profesor de arqueología en la universidad sidneyesa al tiempo que acababa su doctorado en aborígenes tasmanos. En 1969 se trasladó a la Universidad Nacional Australiana, en Acton (Suburbio de Canberra), donde ejerció de profesor de arqueología hasta su fallecimiento. Es notable por su investigación arqueológica sobre el pasado aborigen australiano. Fue el primero en determinar la fecha en la que llegaron los primeros hombres al continente australiano, gracias a la datación por radiocarbono (14C) y por técnicas de luminescencia. Es Profesor de Honor de la Universidad de Gales y Profesor Visitante de la Universidad de Harvard. También desarrolló la teoría de la fire-stick farming (agricultura del palo incendiario).
La Asociación Arqueológica Australiana galardona anualmente desde 2002 a arqueólogos que contribuyen a la arqueología australiana con el Premio Rhys Jones.